# Metalogy
Metalogy je box set metalové skupiny Judas Priest.

## Seznam skladeb
CD 1: 1973 – 1978
- Never Satisfied (4:48)
- Deceiver (2:44)
- Tyrant (4:28)
- Victim Of Changes (live) (7:16)
- Diamonds & Rust (live) (3:29)
- Starbreaker (live) (7:20)
- Sinner (6:43)
- Let Us Prey / Call For The Priest (6:14)
- Dissident Aggressor (3:08)
- Exciter (5:33)
- Beyond The Realms Of Death (6:51)
- Better By You, Better Than Me (3:24)
- Invader (4:10)
- Stained Class (5:19)
- The Green Manalishi (With The Two-Pronged Crown) (live) (4:46)

CD 2: 1978 – 1982
- Killing Machine (3:03)
- Evening Star (4:08)
- Take On The World (3:03)
- Delivering The Goods (4:18)
- Evil Fantasies (4:14)
- Hell Bent For Leather (2:42)
- Breaking The Law (live) (2:46)
- Living After Midnight (3:32)
- Rapid Fire (4:07)
- Metal Gods (4:00)
- Grinder (live) (4:43)
- The Rage (4:46)
- Heading Out To The Highway (3:46)
- Hot Rockin' (live) (3:30)
- Troubleshooter (4:01)
- Solar Angels (4:04)
- Desert Plains (4:36)
- The Hellion / Electric Eye (live) (4:17)
- Screaming For Vengeance (4:43)

CD 3:1982 – 1986
- Riding On The Wind (3:10)
- Bloodstone (3:52)
- You've Got Another Thing Comin' (5:12)
- Devil's Child (4:47)
- Freewheel Burning (4:25)
- Jawbreaker (3:28)
- The Sentinel (5:03)
- Love Bites (live) (5:21)
- Eat Me Alive (3:37)
- Some Heads Are Gonna Roll (4:09)
- Rock Hard Ride Free (5:36)
- Night Comes Down (4:01)
- Turbo Lover (5:33)
- Private Property (4:31)
- Parental Guidance (3:26)
- Out In The Cold (6:28)
- Heart Of A Lion (demo) (3:54)

CD 4: 1988 – 2001
- Ram It Down (4:50)
- Heavy Metal (6:00)
- Come & Get It (4:07)
- Blood Red Skies (7:53)
- Painkiller (6:06)
- Between The Hammer & The Anvil (4:49)
- A Touch Of Evil (5:45)
- Metal Meltdown (4:49)
- Night Crawler (5:46)
- All Guns Blazing (3:58)
- Jugulator (5:51)
- Blood Stained (5:27)
- Machine Man (5:36)
- Feed On Me (5:28)

Live Memphis '82 – Bonus DVD:
- The Hellion / Electric Eye
- Riding On The Wind
- Heading Out To The Highway
- Metal Gods
- Bloodstone
- Breaking The Law
- Sinner
- Desert Plains
- The Ripper
- Diamonds And Rust
- Devil's Child
- Screaming For Vengeance
- You've Got Another Thing Comin'
- Victim Of Changes
- Living After Midnight
- The Green Manalishi (With The Two-Pronged Crown)
- Hell Bent For Leather